# 和歌山トライアンズ
和歌山トライアンズ（わかやまトライアンズ、英: Wakayama Trians）は、和歌山県和歌山市を拠点とする男子バスケットボールチーム。

## 概要
2012-13シーズンをもって活動を休止したパナソニックトライアンズを継承したチームである。現在はプロチームを目指して活動している。運営法人は「一般社団法人和歌山トライアンズ」。「#オモシャイシカエエ どうせやるならおもろい方がええやん。一生懸命、熱いことは恥ずかしくないやいしょ。」を活動理念として掲げる。チームは和歌山ご当地「ローカルプロチーム」を名乗り、地域に熱量を届けること、地域に貢献できる事業の創出、次世代の育成などを目指している。

### チーム名
チーム名の「TRIANS」は「TRI（3つの+AN（～の人）+S（複数形）」の造語で成り立っており、「ファン・地域・チームの一体化」を意味している。パナソニックトライアンズの休部発表後にファンなどから多数の存続署名を集めたことと、掲げていた理念を和歌山で生かしたいなどの理由でパナソニックが使用していたチーム名を引き継いで使用している。

### チームカラー
チームカラーは梅・みかん・柿など県を代表する特産物をイメージした「TRIANS KISYU」（トライアンズ・キシュウ）。ベースは紀州と似た名前の日本画絵具の「黄朱」（きしゅ）。県民に和歌山の誇りと思ってもらえる存在になりたい」という想いが込められている。サブカラーとして黒と白の3色を用いる。

### チームブランドマーク
プライマリーマークは、「TRIANS」が意味する「ファン・地域・チームの一体化」を表現する"三角形"と、ファン同士の繋がり生み出す人の"輪"、そして和歌山県章のモチーフにもなっている、カタカナの"ワ"の形が融合したデザインになっている。またカタカナの"ワ"の文字が浮かび上がるように、「TRIANS KISYU」と白の縁取りを施している。文字にはトライアンズオリジナルフォントを使用し、Nの文字にはチームカラーを施した三角形をデザインしている。

### チームキャラクター
チームキャラクターは子供の精霊・「トライ」と「アン」の2人。トライが兄で背番号は73。アンは妹で背番号は64。デザインはオリックス・バファローズの「バファローズブル・ベル」などを手掛けた幸池重季。

### ホームアリーナ
- ノーリツアリーナ和歌山

### 応援
チームを応援するチアリーディングチームのディレクターにNFLのダラス・カウボーイズなどで活躍した檀上欣子が就任し、総合プロデュースに一般社団法人プロフェッショナルチアリーディング協会も参画することになった。

## 歴史

### 設立
1952年に創設されたパナソニックトライアンズが運営企業であるパナソニックの業績悪化に伴い休部が決定したのを受け、チームを継承するべく「和歌山プロバスケ球団設立準備組織」を設けた上で、2013-14シーズンに発足したナショナル・バスケットボール・リーグ（NBL）会員資格を譲渡された。
2013年2月8日、チーム名称はパナソニックから「トライアンズ」を継承した「和歌山トライアンズ」、運営会社は「和歌山トライアンズ株式会社」と発表した。代表には千葉ロッテマリーンズ、埼玉西武ライオンズで営業部門のシニアディレクターを務めた古川靖章が就任。パナソニックからは発足から3シーズンにわたって支援金が支給される。

### 2013-14シーズン
初代ヘッドコーチに元日本代表ヘッドコーチで、前年度まではbjリーグの島根スサノオマジックを率いたジェリコ・パブリセヴィッチが2年契約で就任した。パナソニックからは7名の移籍が決定した。他に元bjリーグ得点王のマイケル・パーカーやリック・リカート、ジェリコジャパンで代表歴のある川村卓也らを補強して初年度シーズンの開幕を迎えた。
レギュラーシーズンを41勝13敗の成績を収め、ウエスタンカンファレンス1位でプレイオフに進出。カンファレンスファイナルでは2位のアイシン シーホース三河と対戦。レギュラーシーズンの対戦で2勝4敗と負け越していたが、2勝1敗でウェスタンカンファレンスを制した。ファイナルではレギュラーシーズン3勝1敗の東芝ブレイブサンダース神奈川と対戦したが、GAME1でパーカーが負傷、GAME2は後半の猛追も敵わず2点差で敗戦、GAME3はパーカーに加えてリカートも負傷で欠いたため大差で敗北し、通算0勝3敗で敗れて準優勝でシーズンを終えた。
経営面では有料観客動員やスポンサー収入が低迷したため、シーズン終了直後に選手14人の内10名を自由契約、ジェリコHCも解雇、運営会社の古川社長やスタッフも5月末で退職し、6月より運営会社名を和歌山バスケットボールに変更して新経営体制が発足した。発生した赤字はパナソニックの支援金を前倒しして補填する。

### 2014-15シーズン
川村、阿部、久保田、パーカーが残留したが、選手は半数以上が入れ替わり、和歌山出身の寺下太基や日本での経験が豊富なポール・ビュートラック、新人のゼーン・ノーレスらが加わった。ヘッドコーチ職は置かず、アソシエイトコーチとして元千葉ジェッツHCのエリック・ガードー、アシスタントコーチに元札幌大学ACの塚本鋼平と元日本代表で富山グラウジーズや埼玉ブロンコスなどでHCを務めた石橋貴俊が着任した。
開幕の熊本2連戦は連勝したが、3戦目より川村が故障で欠場。さらに11月にパーカーが退団と昨季の主力をほぼ失い下位に低迷。11月30日の試合をもってガードーが退団し、石橋アシスタントコーチがヘッドコーチに就任した。
2015年1月7日、運営会社の和歌山バスケットボール（株）が事業を停止し、NBLに対する退会届を提出して受理された。NBL運営会社としては初の経営破綻となった。
2015年1月14日、運営資金の目処が立ったため、一転、存続が決定した。当初は、県バスケットボール協会主体の任意団体「プロバスケットボール運営委員会」が運営に携わり、同委員会は一般社団法人となった。旧運営会社であった和歌山バスケットボール（株）は、2015年3月24日に和歌山地方裁判所から破産手続開始決定を受けた。

### 2015年度からの動向
2015年4月30日、NBLはプロバスケットボール運営委員会の2015-2016シーズン参入審議を行ったが、審査書類の内容が不十分だったため参入を否決された。なお、運営法人は存続させ、bjリーグと統合して2016年に発足されるJPBLへの参入を目指すが、川淵三郎JPBL理事長は「無理して初年度から参加する必要はない」とし、JPBL関係者も「入会申請をしていても、チームの体をなしていないなら入会を認めることはできない」と発言しており、参入不可の可能性もある。
5月14日付で所属選手全員を自由契約。
5月27日、今後の活動方針についての記者会見を行い、3部リーグを目指し活動継続することを発表した。永広敏之代表理事は「前を向いて取り組み、和歌山のスポーツを盛り上げるためにもチームを存続させる」とした。
6月2日、JPBLより「チームが実質的に存在していない」との理由からリーグ設立時の参入は不可と判断された。
7月18日、練習生として位置付けの下、トライアウトを実施。当面は和歌山県クラブバスケットボール連盟を始めとする既存のリーグ等には参加せず、クリニックやアカデミー、練習試合、3on3大会参加等を想定し、リーグ参加が決まればプロ契約も視野に入れ本格的にチーム運営を再開する予定としていた。
2016年4月13日、社会人クラブとして登録を行い、2017-18シーズンのB3リーグ入りを目指す方針を発表した。紀の国わかやま国体に和歌山代表として出場した和歌山クラブから8人が合流しチーム始動。7月1日に2017-18年度シーズン（第2回）のB3参加に向けた新規参加チーム募集対象にトライアンズも加えられた。
再始動後初の公式戦として和歌山県春季バスケットボール大会に出場し優勝を果たし、近畿クラブバスケットボール選抜大会（全日本クラブバスケットボール選抜大会近畿予選）に参加する。2016年12月には1年7か月ぶりに兵庫インパルスとの主催有料試合を開催した。
2017年3月17日、B3リーグ加盟申請の結果、2017-18シーズンは加盟承認不可、2018-19シーズン審査対象クラブとして継続審議となった。その理由としては「B3を含むBリーグに加盟する活動において必要な財政基盤が整っていない」「地元・和歌山県におけるB3参加の活動を継続する必要性があるため、2017-18シーズンに限り、改めてB3参加と、B2以上への昇格の前提となる準加盟・並びにBリーグクラブライセンスの申請をしていただく」としている。また「2018-19シーズンのB3参加については、原則的には2017年度プレ社会人選手権大会（仮称）に出場したクラブを対象として審査するが、和歌山トライアンズについても審査の対象とする」「2019-20年シーズン以後のB3への新規参加については、2017年3月設立の「日本社会人バスケットボール連盟」から推薦されたクラブを対象として審査を行う」としている。
2017年9月7日に執り行われたB3リーグ理事会で、2018-19シーズンは加盟承認不可の判断が下された。理由は「準加盟クラブ規程で必要とする要件を満たしていない為」であった。

### 地域リーグでの活動
2018年シーズンは、日本社会人バスケットボール連盟に加盟し近畿地域リーグに参戦することを発表した。
2020年9月、マカオなどでカジノを経営し、和歌山で統合型リゾート（IR）誘致を目指すサンシティグループ（太陽城集團）とオフィシャルスポンサー契約を結んだ。しかし、サンシティグループは2021年にIR誘致を断念したため当スポンサーも撤退。これに伴い、クラブ目標としていたB.LEAGUE参入からは一時的に後退し、地域クラブチームとしてプロを目指す選手を援護する形で活動していた。
2024年、入れ替え戦でワンリーズ和歌山に敗れ和歌山県社会人リーグへ降格するも、1年で近畿SB2リーグに復帰した。
現在は2026年以降のSBL-SB1参入を当面の目標としている。

## 成績

### NBL
| 年度    | 回 | レギュラーシーズン | レギュラーシーズン | レギュラーシーズン | カンファレンス セミファイナル | カンファレンス セミファイナル | カンファレンス ファイナル | カンファレンス ファイナル | ファイナル | ファイナル | 最終結果 | HC                          |
| 年度    | 回 | 勝                 | 敗                 | 順位               | 勝                            | 敗                            | 勝                        | 敗                        | 勝         | 敗         | 最終結果 | HC                          |
| ------- | -- | ------------------ | ------------------ | ------------------ | ----------------------------- | ----------------------------- | ------------------------- | ------------------------- | ---------- | ---------- | -------- | --------------------------- |
| 2013-14 | 1  | 41                 | 13                 | 西1位              | ---                           | ---                           | 2                         | 1                         | 0          | 3          | 準優勝   | ジェリコ・パブリセヴィッチ  |
| 2014-15 | 2  | 6                  | 48                 | 西5位              | ---                           | ---                           | ---                       | ---                       | ---        | ---        | -        | エリック・ガードー/石橋貴俊 |

### 地域リーグ
*順位欄()内数字は参加チーム数
*CS:全日本社会人バスケットボール地域リーグチャンピオンシップ
| 年度 | リーグ | 勝 | 敗 | 順位    | CS       | 備考 |
| 2018 | 近畿   | 4  | 6  | 8位(11) | ---      |      |
| 2019 | 近畿   | 4  | 6  | 5位(12) | 予選敗退 |      |
| 2020 | 近畿   | 2  | 5  | 7位(8)  | ---      |      |

## 選手とスタッフ

### 歴代ヘッドコーチ
1. ジェリコ・パブリセヴィッチ (2013-2014)
2. エリック・ガードー (2014、アソシエイトコーチとして指揮)
3. 石橋貴俊 (2014-2015)

### 所属選手
| No. | 名前       | 身長  | 出身           |
| --- | ---------- | ----- | -------------- |
| 0   | 大橋聖也   | 183cm | 日本大学       |
| 3   | 久保田和貴 | 190cm | 天理大学       |
| 4   | 山西雄大   | 170cm | 桐蔭高校       |
| 5   | 高崎雅之   | 186cm | 大阪体育大学   |
| 7   | 岩田大輔   | 185cm | 天理大学       |
| 8   | 髙木智也   | 175cm | 大阪商業大学   |
| 9   | 島田舜介   | 183cm | 大阪商業大学   |
| 10  | 山本星矢   | 171cm | 東海大学九州   |
| 11  | 西村渉     | 173cm | 和歌山工業高校 |
| 15  | 谷本浩一   | 182cm | 和歌山工業高校 |
| 18  | 山崎壮志   | 183cm | 和歌山大学     |
| 25  | 堀後昌平   | 186cm | 神戸学院大学   |
| 27  | 佐々木喬行 | 176cm | 大阪産業大学   |
| 28  | 宮本滉希   | 193cm | 明治大学       |
| 34  | 知念恭平   | 166cm | 天理大学       |
| 48  | 井上卓哉   | 180cm | 大阪体育大学   |
| 55  | 田原任     | 183cm | 九州産業大学   |

### 過去の所属選手
- 高島一貴
- 大金広弥
- 嶋田基志
- 堤啓士朗
- 橘佳宏
- 川村卓也
- 竹田智史
- ポール・ビュートラック
- シリル・アウェア
- 寺下太基
- 佐藤託矢
- 木下博之
- 永山誠
- リック・リカート
- 中務敏宏
- 根来新之助
- 青野文彦
- 内海慎吾
- 木下勲
- 中島良史
- 丸山公平
- マイケル・パーカー
- 呉屋貴教
- 阿部佑宇
- 飯島康夫
- 久保田遼
- ゼーン・ノーレス
- 夏達維
- 森光悠馬
- 西村渉
- 田中翔弥
- 中島卓也
- 河谷昇悟
- 坂東玲央
- 津野田祥成

## 和歌山トライアンズBS
和歌山トライアンズBSは、2019年に発足されたビーチサッカーのクラブチームである。関西ビーチサッカーリーグに所属。ホームビーチは加太海水浴場。

### 成績
- 2019 関西リーグ3位（5チーム中）
- 2020 関西リーグ4位（5チーム中）